# Pleszew
Pleszew é um município da Polônia, na voivodia da Grande Polônia e no condado de Pleszew. Estende-se por uma área de 13,38 km², com 17 356 habitantes, segundo os censos de 2019, com uma densidade de 1 297 hab/km².